# Galisteo
Galisteo – gmina w Hiszpanii, w prowincji Cáceres, w Estramadurze, o powierzchni 65,79 km2. Według danych z 2023 roku Galisteo liczyło 1 035 mieszkańców. Alagón del Río, miasto założone w 1950 roku przez Narodowy Instytut Kolonizacji w granicach miasta Galisteo, stało się niezależną gminą na mocy dekretu Junta de Extremadura z 2009 roku, po wieloletnich staraniach mieszkańców o samodzielność administracyjną.

## Historia
Galisteo ma długą historię sięgającą czasów rzymskich, kiedy to istniała tu stacja Rusticiana przy drodze Vía de la Plata. W średniowieczu miasto było ważnym punktem strategicznym i handlowym. W XIII wieku zostało zdobyte przez chrześcijan i przekazane zakonowi Calatrava. W XV wieku przeszło pod władzę rodu Manrique de Lara, który przekształcił je w hrabstwo, a później w 1631 roku – w księstwo (ducado de Galisteo).

## Zabytki[4]
- Mur obronny – zachowany niemal w całości, zbudowany w stylu almohadzkim z otoczaków z rzeki Jerte (XIII–XIV w.)
- Torre de la Picota – wieża zamkowa z XIV wieku, symbol miasta
- Kościół parafialny NMP (Iglesia de Nuestra Señora de la Asunción) – z romańską apsydą z XII w.
- Brama Puerta del Rey – główne wejście do miasta w czasach nowożytnych

## Turystyka
Galisteo znajduje się na trasie Camino Mozárabe de Santiago i jest uznane za zespół historyczno-artystyczny (Conjunto Histórico-Artístico) od 1991 roku. Miasteczko przyciąga turystów swoim średniowiecznym układem urbanistycznym, murami i widokami na dolinę Alagónu.

## Gospodarka
Lokalna gospodarka opiera się na rolnictwie (oliwki, zboża), hodowli oraz usługach związanych z turystyką kulturową i pielgrzymkową.